# 虎斑猫

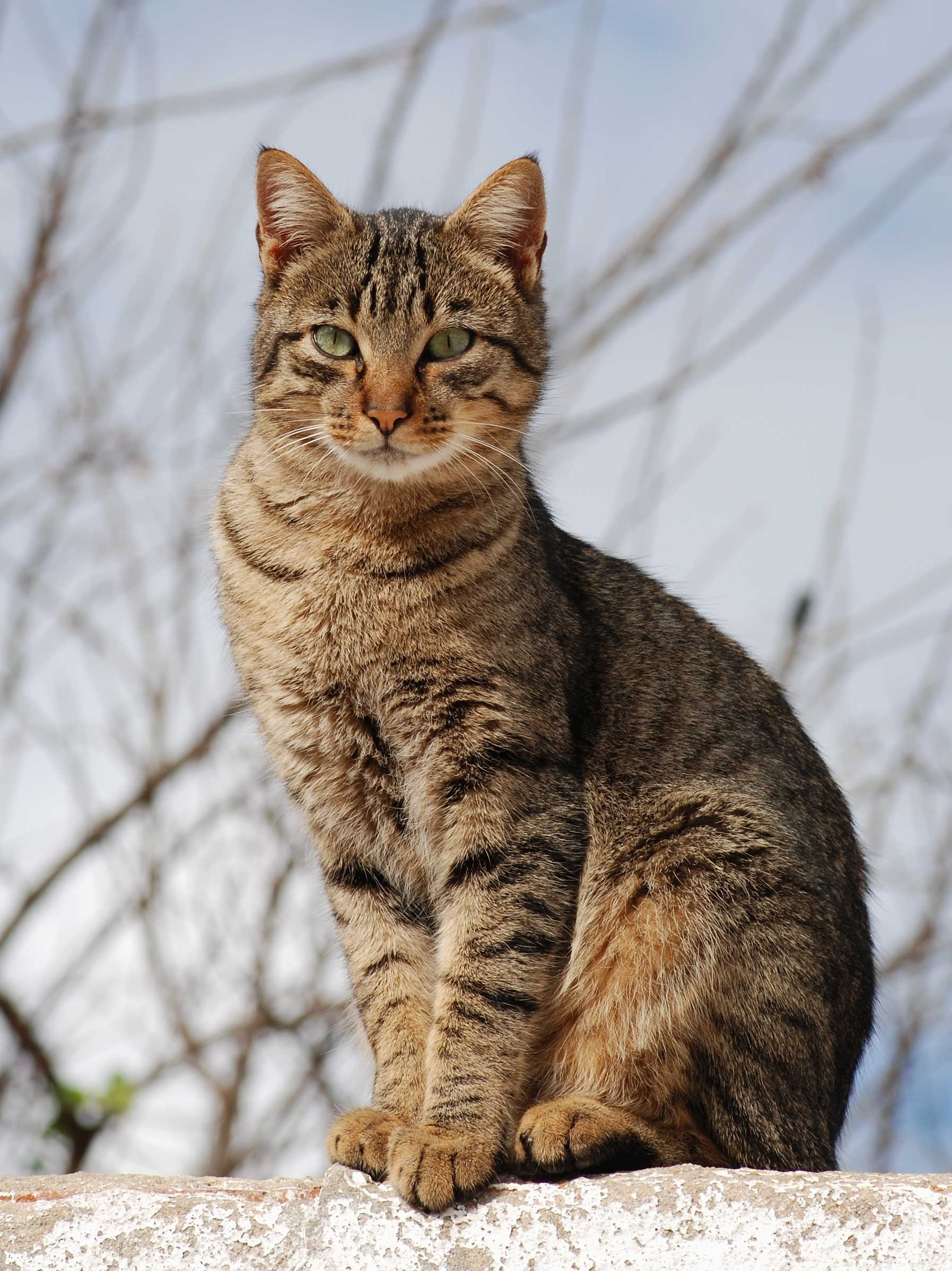
常见的鲭鱼虎斑猫，额头上有经典的 "M"，并有条纹图案

虎斑猫（英語：tabby cat，可簡稱），是指在前额上有独特“M”形标记的家猫統稱，且其条纹通过眼旁，横跨脸颊，沿着背部，环绕腿和尾巴，以及按虎斑猫类型的不同，具有特征性的条纹、点状、线状、斑状、带状或漩涡状图形在其颈、肩、两侧、胁、胸和腹。
虎斑猫并非家猫的一个品种（breed），事实上，类似的斑纹可以出现在很多种不同种类的纯种或混种猫的身上。虎斑是一种自然的特征，可能是从家猫的祖先非洲野猫继承下来的。

## 历史
因为虎斑猫是一种常见的类型，有人假设中世纪的猫已经有虎斑了。然后，一名作家则认为至少在英格兰这是不真实的。17世纪中期，好奇的古物研究者約翰·奧布里注意到坎特伯雷大主教威廉·劳德是一个“非常爱猫的人”，身边“经常会有一些塞浦路斯猫，也就是我们所谓的虎斑猫”。然后他声称“我的确很清楚的记得一般的英格兰猫是白色的。”而现在这些特征基本已经遗失殆尽。

## 圖片

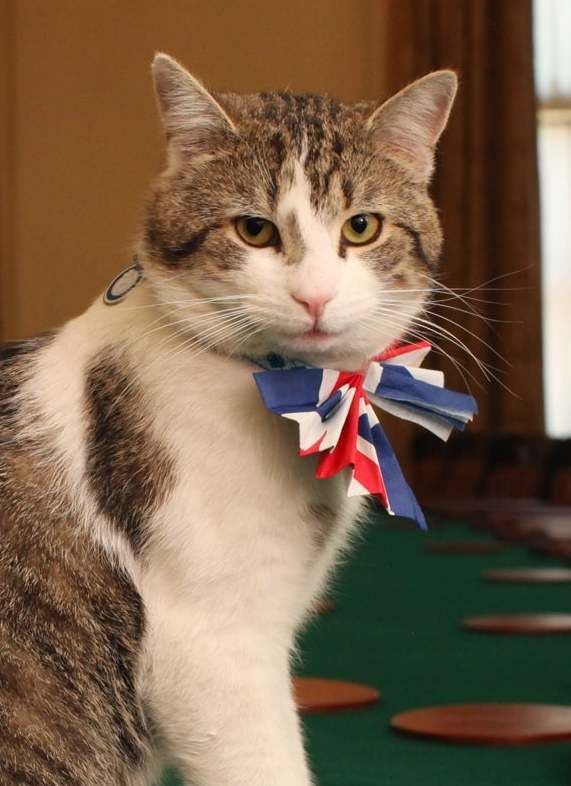
英国内阁办公厅首席捕鼠大臣「拉里」
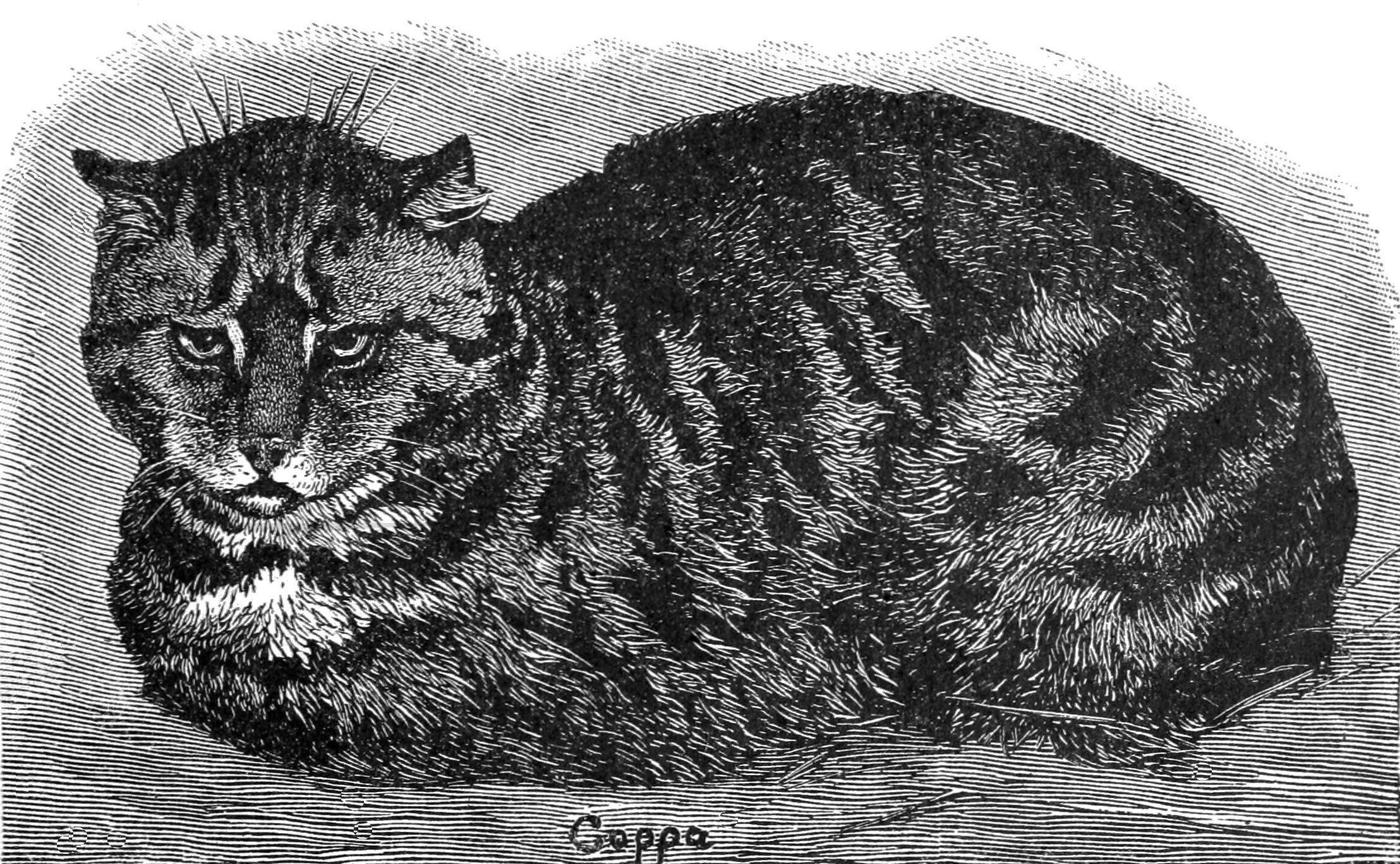
一幅19世紀的虎斑貓插圖
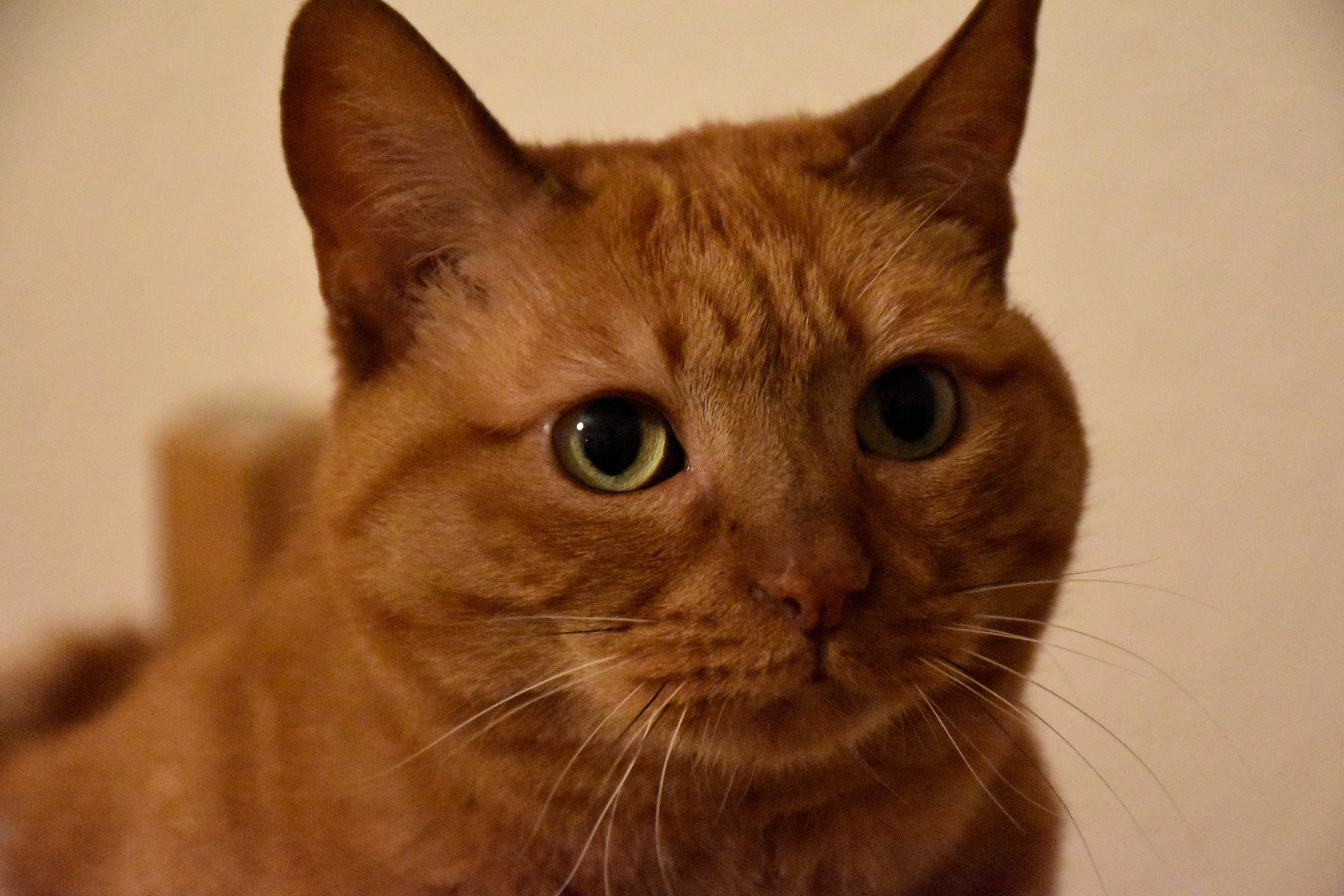
橙色的虎斑貓（也可稱橘貓）
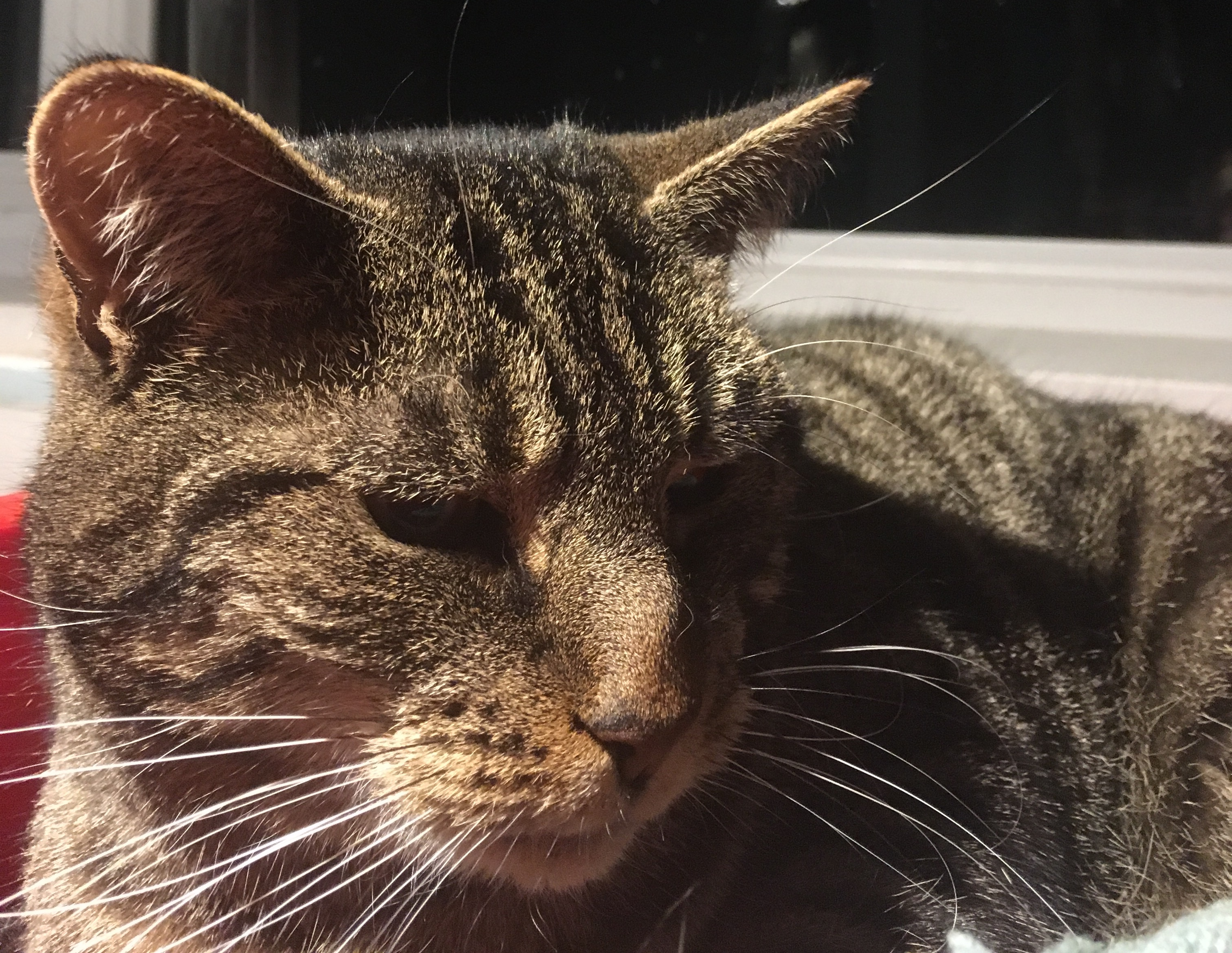
一隻虎斑貓的臉部細節